# Бородінський скарб

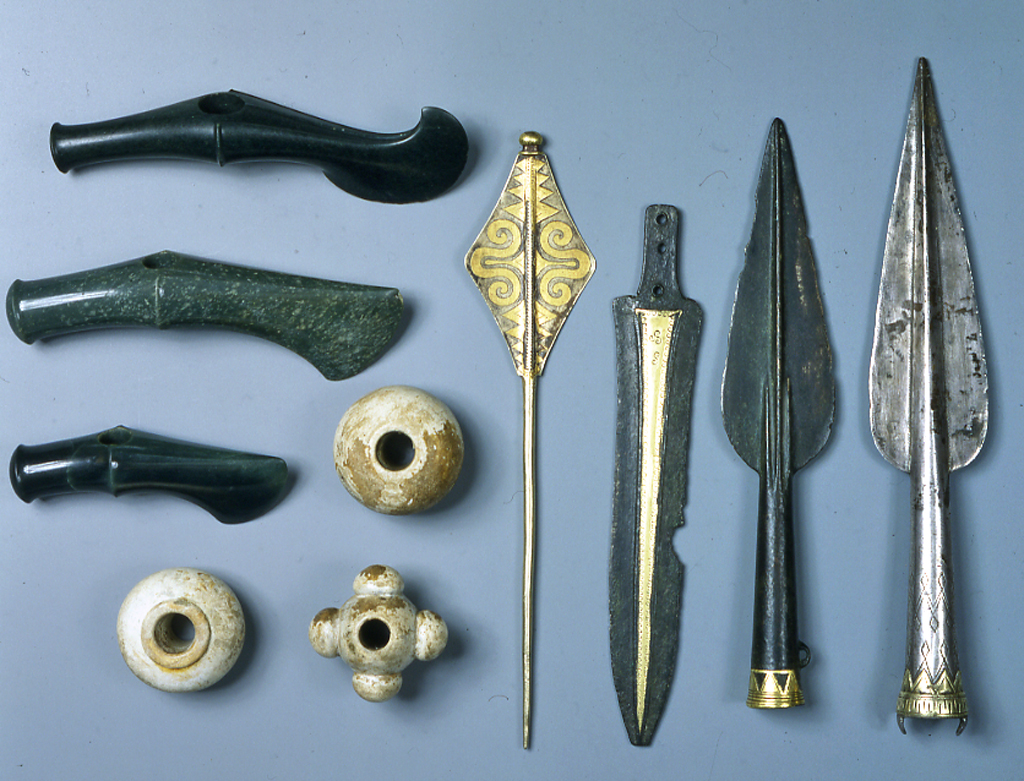
Бороді́нський скарб

Бороді́нський скарб — скарб, знайдений у 1912 році поблизу містечка Бородіно (тепер с-ще Буджак на Одещині. Датується 2 тис. до н. е. У складі скарбу вироби із золота, срібла, бронзи, рідкісних порід нефриту та тальку. Тепер скарб перебуває у Історичному музеї в Москві. Скарб має визначну історичну цінність як зв'язкова ланка між пам'ятками бронзової доби Середземномор'я та майже всієї Євразії.

## Склад скарбу
Скарб налічує 17 предметів (11 неушкоджених і 6 уламків): інкрустовані золотом срібні кинджал і фібула, три срібні навершя списів, 4 поліровані нефритові інкрустовані золотом сокири, 3 кам'яні булави, 2 бронзові пластини-окуття, фрагменти керамічного посуду.